# Barajando
Barajando es un tango cuya letra pertenece a Eduardo Escaris Méndez en tanto que la música es de Nicolás Vaccaro, que fue escrito en 1923 y estrenado en el cine Metropol por la orquesta de Roque Biafore en 1928. Su título y su letra hacen un paralelo entre la vida y el juego de cartas. Fue grabado, entre otros, por Carlos Gardel, Edmundo Rivero y por la orquesta de Juan D´Arienzo con la voz del rosarino Alberto Echagüe.

## Los autores
Nicolás Vaccaro ( Barrio de San Cristóbal, Buenos Aires, Argentina, 13 de agosto de 1899) – ídem 13 de mayo de 1975 ), fue un pianista y compositor dedicado desde muy joven al tango que llegó a dirigir su propia orquesta.
Eduardo Escaris Méndez (Buenos Aires, Argentina, 24 de julio de 1888) – ídem 13 de abril de 1957 ), que firmaba como Eduardo Méndez, fue un poeta con dotes singulares para la versificación y una experiencia en la vida que se refleja en composiciones tales como La cornetita y Barajando, pero su vida irregular le impidió ensayar composiciones de más alto vuelo. Pasó muchos años explotando locales de juego y colaboró con Vaccaro en varios tangos: Funyi claro, El tacuarazo, Taquerita chispeadora y, en especial, En la vía y Barajando.

## El tema
Este tango narra la historia de un hombre timbero, que asume la apariencia de galaico almacenero, honesto y trabajador, para guillar a otros, incluyendo trampear a las cartas, mediante ardides que sintetiza en “encarnar el espinel”, que incluyen el uso de su “anillo de hojalata con espejo vichadero”. y cartas bien “marquilladas”.
Pero aparece una percanta por la cual enloquece de amor, que lo termina engañando  “con un coso mayorengo y gran bacán” y se tomó el Comte Rosso.
El protagonista resume con un léxico vinculado al juego –o a la timba, el escolaso, la carpeta, para usar sus equivalentes lunfardos- la experiencia adquirida y filósofa que “en el naipe de la vida, cuando cartas son mujeres” no es suficiente con llevar bien fajadas para el amor “las treinta y tres” si la mina no es sincera.